# Kuito (municipio)
Kuito è una municipalità dell'Angola appartenente alla Provincia di Bié. Ha 477.042 abitanti (stima del 2006) ed una superficie di 4.818 km².
Il principale comune è l'omonimo Kuito.